# Capivari da Mata
Capivari da Mata é um distrito do município brasileiro de Ituverava, que integra a Aglomeração Urbana de Franca, no interior do estado de São Paulo.

## História

### Origem
O povoado que deu origem ao distrito de Capivari da Mata surgiu no início do século XX, a partir de uma fazenda de propriedade de Conceição Coelho. O fazendeiro distribuiu pedaços de terra para quem se interessasse e no local foi se formando uma vila.

### Formação administrativa
- Distrito criado pela Lei n° 2.456 de 30/12/1953, com sede no povoado de igual nome e com território do distrito da sede do município de Ituverava[4][5].

## Geografia

### Demografia

#### População urbana
| Crescimento população urbana | Crescimento população urbana | Crescimento população urbana | Crescimento população urbana |
| Censo                        | Pop.                         |                              | %±                           |
| ---------------------------- | ---------------------------- | ---------------------------- | ---------------------------- |
| 1960                         | 310                          |                              | —                            |
| 1970                         | 355                          |                              | 14,5%                        |
| 1980                         | 300                          |                              | −15,5%                       |
| 1991                         | 237                          |                              | −21,0%                       |
| 2000                         | 251                          |                              | 5,9%                         |
| 2010                         | 216                          |                              | −13,9%                       |
| Fonte: IBGE e Fundação SEADE |                              |                              |                              |

#### População total
Pelo Censo 2010 (IBGE) a população total do distrito era de 455 habitantes.

### Área territorial
A área territorial do distrito é de 122,608 km².

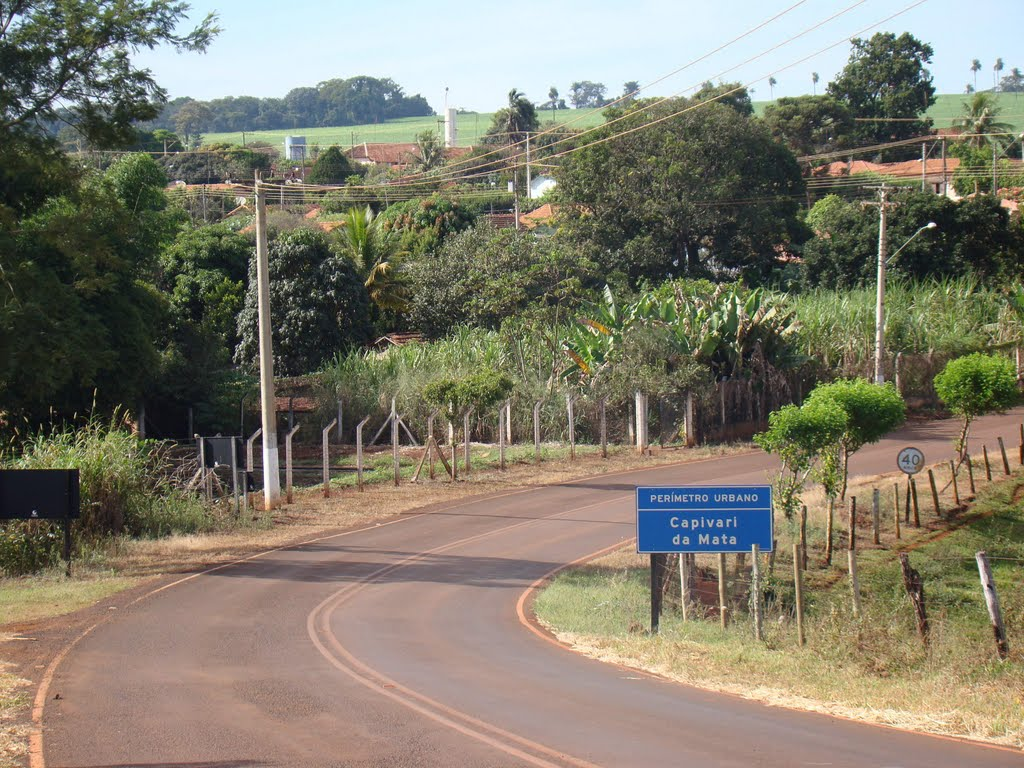
Entrada principal do distrito.

### Rodovias
O acesso principal do distrito é a estrada vicinal que faz a ligação com a cidade de Ituverava.

## Serviços públicos

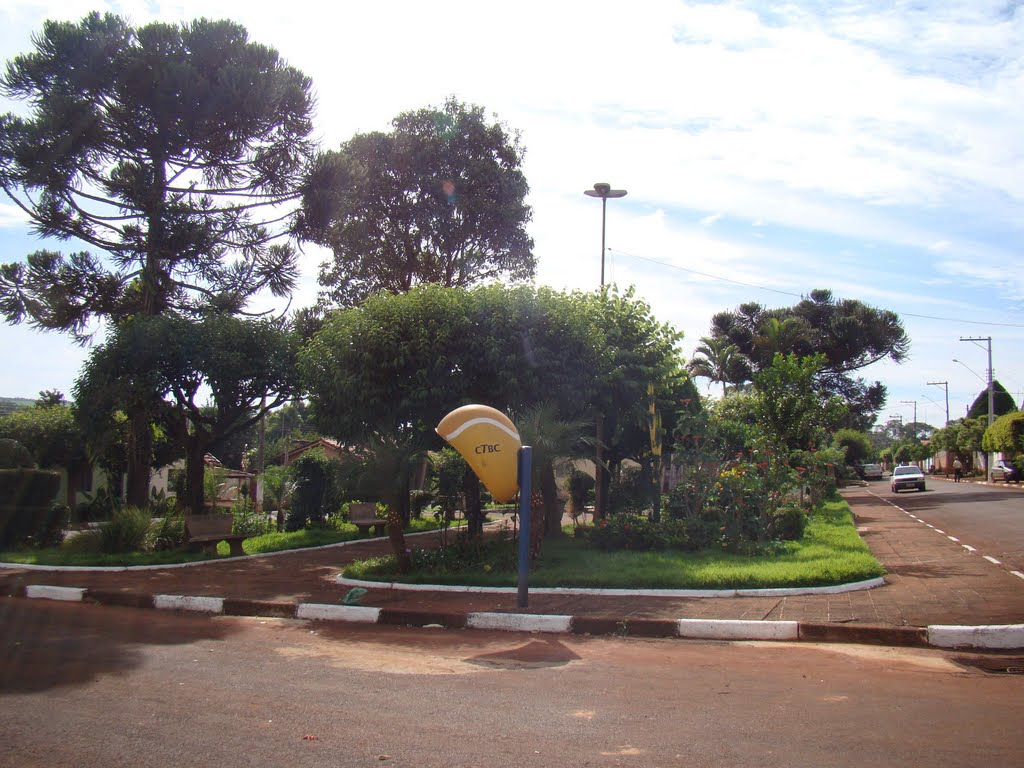
Praça.

### Registro civil
Atualmente é feito na sede do município, pois o Cartório de Registro Civil das Pessoas Naturais do distrito foi extinto pelo  Tribunal de Justiça do Estado de São Paulo, e seu acervo foi recolhido ao cartório do distrito sede.

### Saneamento
O serviço de abastecimento de água é feito pelo Serviço Autônomo de Água e Esgoto (SAAE).
- Manancial de Abastecimento: Aquífero Serra Geral
- Sistema de Abastecimento: ETA “Capivari da Mata”[14]

### Energia
A responsável pelo abastecimento de energia elétrica é a CPFL Paulista, distribuidora do Grupo CPFL Energia.

## Religião

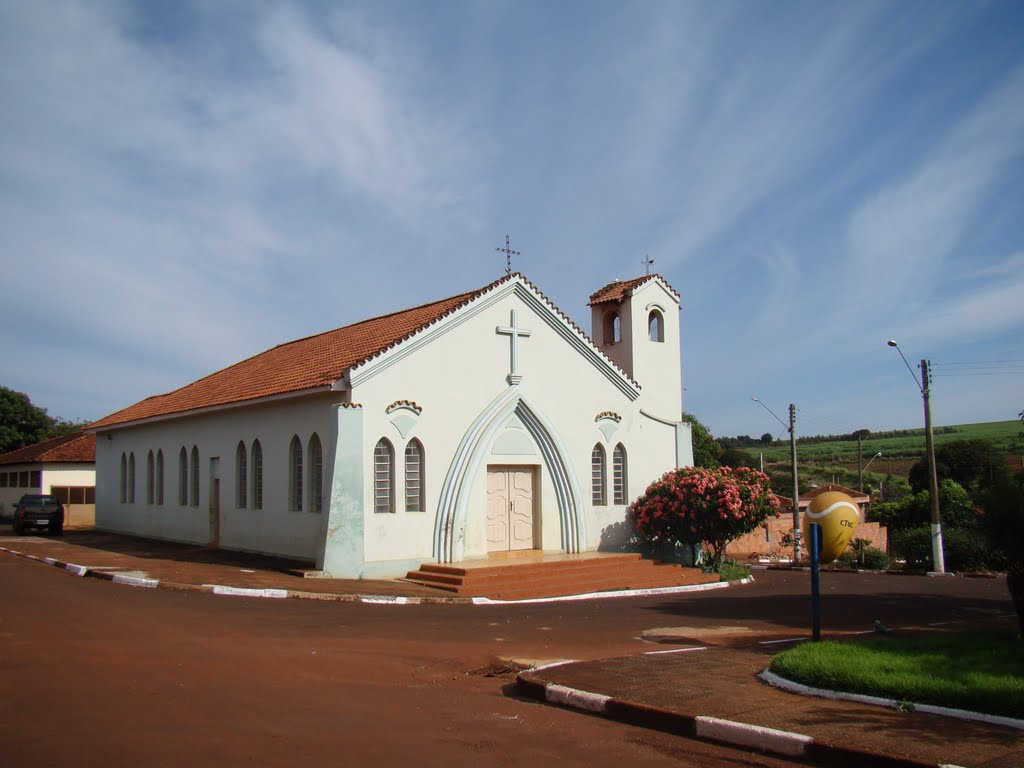
Igreja.

O Cristianismo se faz presente no distrito da seguinte forma:

### Igreja Católica
- A igreja faz parte da Diocese de Franca[18].

### Igrejas Evangélicas
- Igreja Presbiteriana - O trabalho da igreja no distrito de Capivari da Mata originou-se em 1983, com a vinda de alguns presbiterianos das cidades de Uberaba, Carmo do Paranaíba e Sorocaba. Inicialmente os cultos eram feitos numa residência, até que no mês de abril de 1985 foi adquirido um imóvel com uma garagem e uma capela, sendo transformado em um templo presbiteriano[19].
- Congregação Cristã no Brasil[20].